# 卡洛塔 (墨西哥皇后)
墨西哥皇后卡洛塔（西班牙語：Carlota de México，1840年6月7日—1927年1月19日）是墨西哥皇帝马西米连诺一世之妻，比利时国王利奥波德一世的独生女。生于拉肯城堡，以利奥波德一世首任妻子夏洛特公主的名字命名。她是英国维多利亚女王、阿尔伯特亲王、葡萄牙配国王費爾南多二世的表妹，属萨克森-科堡-哥达王朝。
卡洛塔皇后当时是欧洲有名的美人并在1857年和奥地利皇帝弗朗茨·约瑟夫一世之弟马西米连诺一世结婚。
1860年代初期，法国皇帝拿破仑三世法國武裝干涉墨西哥并提出由马西米连诺一世统治墨西哥。在弗朗茨·约瑟夫一世反对下，卡洛塔皇后和马西米连诺一世在1864年在墨西哥城都主教座堂被加冕为墨西哥皇后和皇帝。几个月后，拿破仑三世决定放弃驻军墨西哥并开始撤兵。卡洛塔皇后立刻回欧洲求援但最后因病而留在米拉马雷城堡。1867年6月，马西米连诺一世被槍決。成为寡妇的卡洛塔皇后最后回到比利时，晚年由哥哥利奥波德二世照顾。

## 外部連結
- Imperial House of Mexico
- 互联网档案馆中卡洛塔的作品或与之相关的作品
- 有关卡洛塔在德国经济学中央图书馆（ZBW）20世纪新闻档案中的剪报。